# 블라인드 멜로디
블라인드 멜로디(Andhadhun)는 2018년 공개된 인도의 영화이다.

## 출연
- 아유슈만 쿠라나 - 아카시 역
- 타부 - 시미 시나 역
- 라디카 압테 - 소피 역
- 아닐 다완 - 프라모드 시나 역
- 자키르 후세인 - 크리슈나 스와미 역
- 아슈위니 칼세카르 - 라시카 자완다 역
- 마나브 비즈 - 마노하르 자완다 역
- 차야 카담 - 사쿠 카우르 역
- 파완 싱 - 멀리 켄트 역
- 모히니 케발라마니 - 디사 역
- 고팔 K. 싱 - 파레슈 카담 역
- 라슈미 그데카르 - 다니 사나 역
- 카비르 사지드 셰이크 - 반두 역
- 루드랑슈 차크라바르티 - 멀리 역
- 프라티크 난드쿠마르 모레 - 수르야 역
- 마헤슈 랄레 - P. 캄다르 역